# Îlet Ouayeouarou
L' îlet Ouayeouarou ou l' îlot Tatou est un îlet situé sur le fleuve Oyapock dans la commune de Camopi en Guyane.